# Her Triumph
Her Triumph er en amerikansk stumfilm fra 1915.

## Medvirkende
- Gaby Deslys - Gaby
- Harry Pilcer - Claude Devereux